# Claude François Benoît Richond
Pour les articles homonymes, voir Richond.
Claude François Benoît Richond (Le Puy-en-Velay, 28 décembre 1762 - Le Puy-en-Velay, 18 août 1828) est une personnalité politique française de la Première République.

## Biographie
Il est fils de Benoît-Régis Richond, député du Tiers-État aux États généraux de 1789. Il est reçu avocat au parlement de Toulouse le 7 juillet 1787.
Nommé en mars 1789 électeur pour la nomination des députés aux États généraux, il se montra partisan des idées nouvelles, fut choisi comme délégué à la fédération en juin 1790 et devint successivement administrateur du district du Puy le 8 septembre 1791, administrateur du directoire du même district le 15 octobre 1791, procureur de la commune du Puy le 16 décembre de la même année, administrateur du département de la Haute-Loire le 18 septembre 1792, administrateur au conseil du même département le 12 octobre suivant, président du directoire le 22 pluviôse an III, juge de paix au Puy le 21 brumaire an IV, administrateur du département de la Haute-Loire le 28 brumaire an VI et président du département le 7 frimaire de la même année.
Élu le 23 germinal an VI député de la Haute-Loire au conseil des Cinq-Cents, il fut membre du comité des élections, fit en cette qualité un rapport sur les élections du département de Jemmapes, demanda le renvoi à une commission des pièces relatives à l’acte d’accusation des ex-directeurs, fut appelé à faire partie de cette commission, et proposa ensuite des mesures sur les passeports.
Il est témoin du décès le 1er Nivôse an VII (21 décembre 1798) à l’âge de 45 ans, à Paris, de son oncle par alliance, François Xavier Lanthenas, député au conseil des Cinq-Cents.
Peu favorable au 18 brumaire, il reste quelque temps sans emploi, puis fut nommé contrôleur principal à Yssingeaux (11 mai 1806), et juge de paix du canton Sud-Est du Puy (20 juillet 1807). Il décède en 1827.
Il est le père de Benoît Félix Richond, (1795-1873), horloger parisien né au Puy-en-Velay.

## Publications
- Claude François Benoît Richond, Rapport fait par Richond (de la Haute-Loire) au nom d'une commission spéciale sur les opérations de l'assemblée électorale du département de Jemmapes : séance du 27 floréal an 7 (16 mai 1789), Paris, Imprimerie Nationale, 1799 (lire en ligne)
- Claude François Benoît Richond, Motion d'ordre faite par Richond (de la Haute-Loire) pour provoquer un prompt rapport sur la mise en jugement des conspirateurs, traîtres et dilapidateurs : séance du 17 messidor an 7 (5 juillet 1789), Paris, Imprimerie Nationale, 1799 (lire en ligne)